# ژیان‌مرغ دشتی دم‌کوتاه
ژیان‌مرغ دشتی دم‌کوتاه (نام علمی: Muscigralla brevicauda) گونه‌ای از پرندگان تیرهٔ ژیان‌مرغان در سردهٔ Muscigralla و تک‌نماد است. در اکوادور، پرو و شیلی دورتر یافت می‌شود که زیستگاه‌های طبیعی آن درختچه‌ها و چراگاه‌های خشک نیمه‌گرمسیری یا گرمسیری است.